# Inchcape
Inchcape ist ein britisches Unternehmen mit Firmensitz in London. Das Unternehmen ist als Händler und Importeur in der Automobilbranche tätig. 
Es ist an der Londoner Börse gelistet und Teil des FTSE 250 Index.

## Geschichte
1847 gründeten William MacKinnon und Robert MacKenzie gemeinsam mit MacAllister Hall das Handelsunternehmen MacKinnon MacKenzie Company (MMC) mit Firmensitz in Kalkutta. 1862 wurde das Unternehmen unter der Firma British India Steam Navigation Company an der London Stock Exchange notiert. In den folgenden Jahrzehnten wurden verschiedene Unternehmen erworben und aus einer Reihe von zugekauften Prüf- und Zertifizierungsunternehmen die Inchcape Testing Services gebildet.

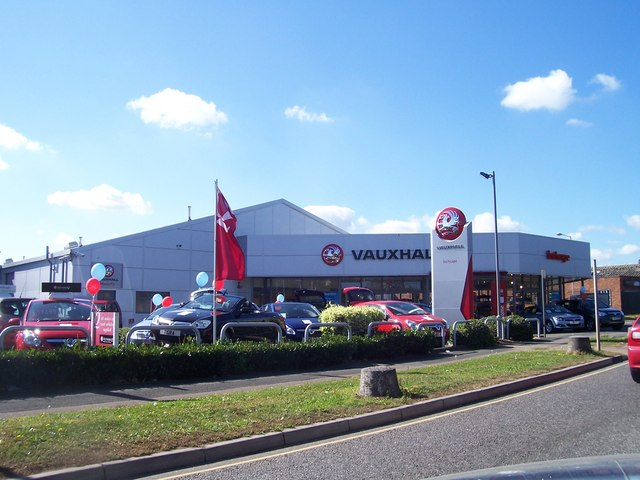
Ein Inchcape Vauxhall Händler in Exeter

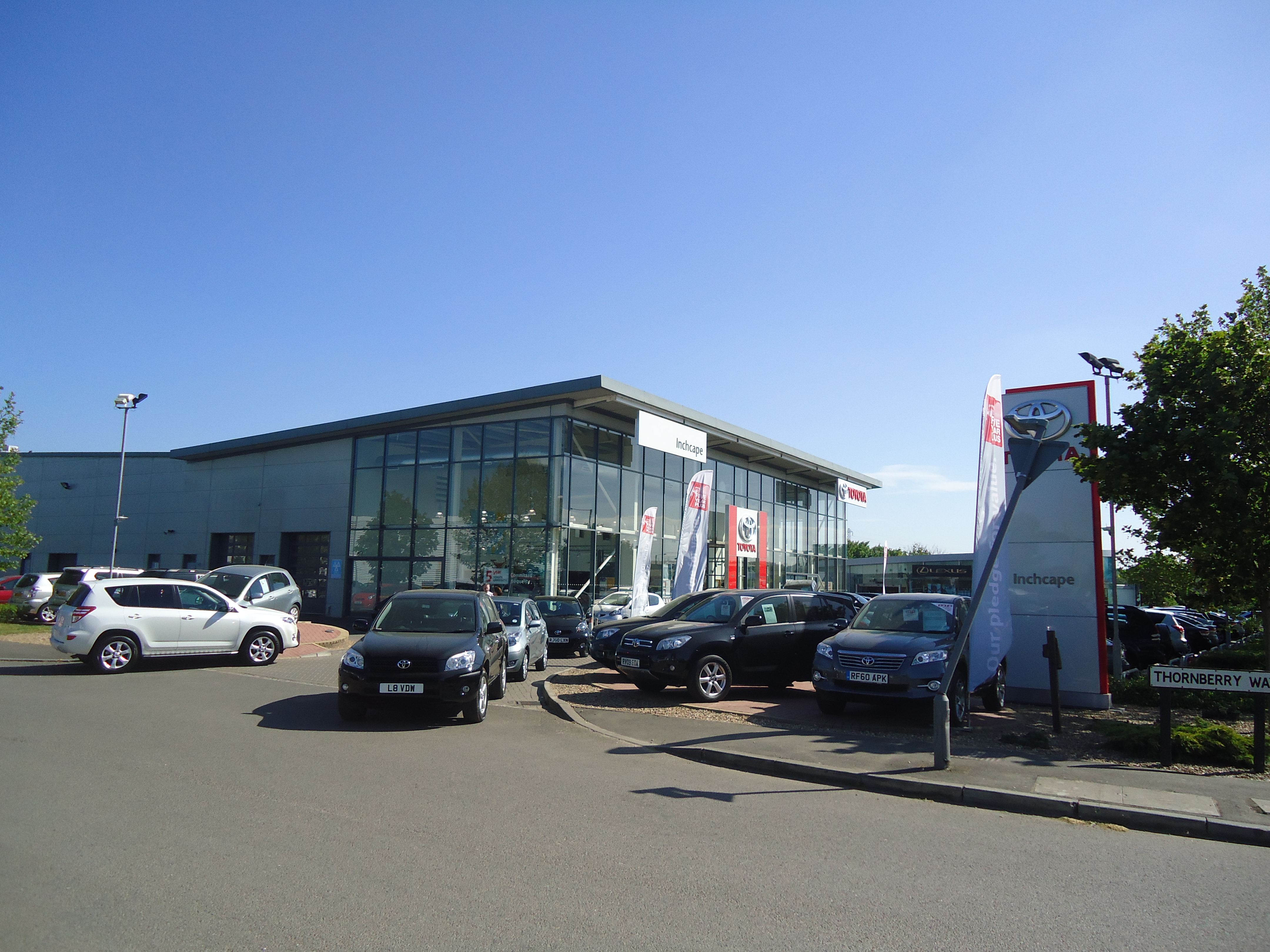
Ein Inchcape Toyota Händler in Guildford

In den 1990er Jahren fokussierte sich im zunehmenden Maße das Geschäft auf den Import und den Handel mit Kraftfahrzeugen. Wichtiger Handelspartner wurde das japanische Unternehmen Toyota. Die Abteilung Inchcape Testing Services wurde 1996 von dem Investmentunternehmen Charterhouse Development Capital aufgekauft und in Intertek Testing Services umbenannt.
Im Jahr 2000 wurde der 49-prozentige Anteil an Toyota GB an den Mutterkonzern Toyota verkauft. Im Jahr 2007 erwarb Inchcape das Unternehmen European Motor Holdings, einen führenden europäischen Automobilhändler.
Im Dezember 2022 gab Inchcape bekannt, dass die Übernahme des größten unabhängigen Automobilhändlers Lateinamerikas, Derco, im Wert von 1,3 Mrd. Pfund Sterling von den peruanischen Behörden genehmigt wurde.